# Carl Schwatlo
Carl Schwatlo, auch Karl Schwatlo geschrieben, (* 19. Juni 1831 in Hermsdorf (Kreis Heiligenbeil), Ostpreußen; † 24. Dezember 1884 in Berlin) war ein deutscher Architekt, Baubeamter und Hochschullehrer, der vor allem durch seine Bauten für die Reichspost bekannt wurde.

## Leben

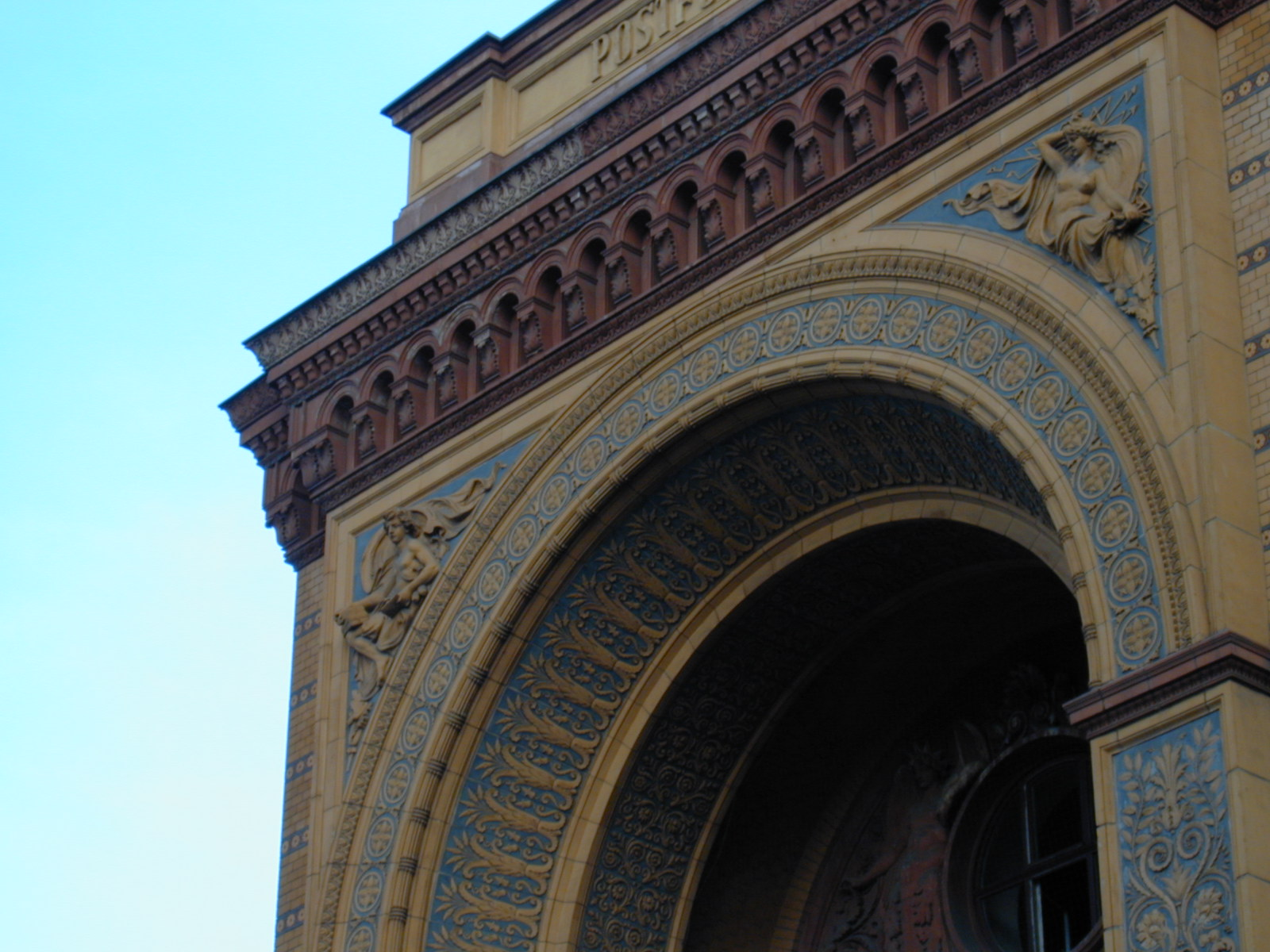
Detail vom Haupteingang des Postfuhramts in Berlin

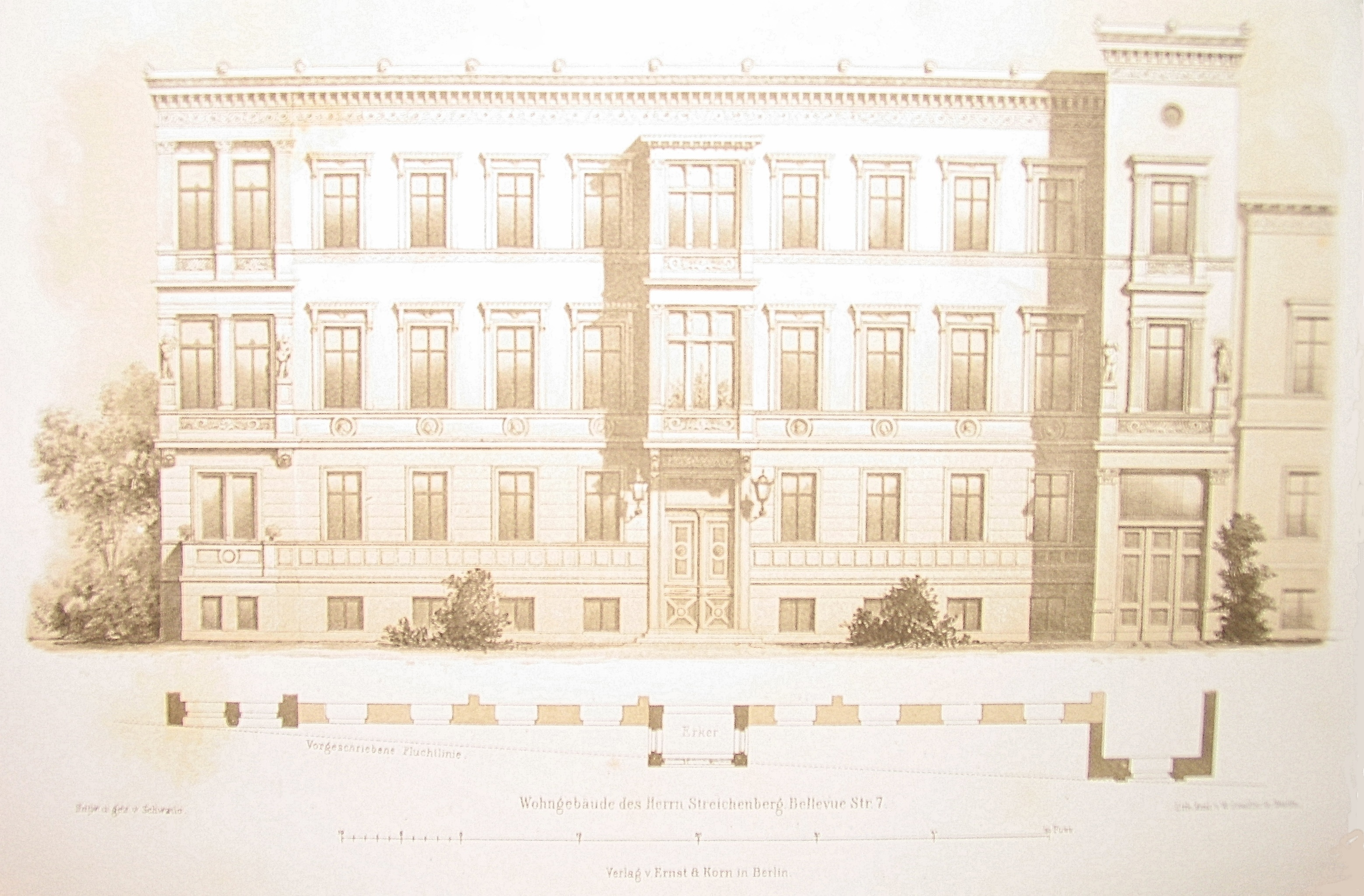
Wohnhaus Streichenberg, Bellevuestraße 7 in Berlin-Tiergarten

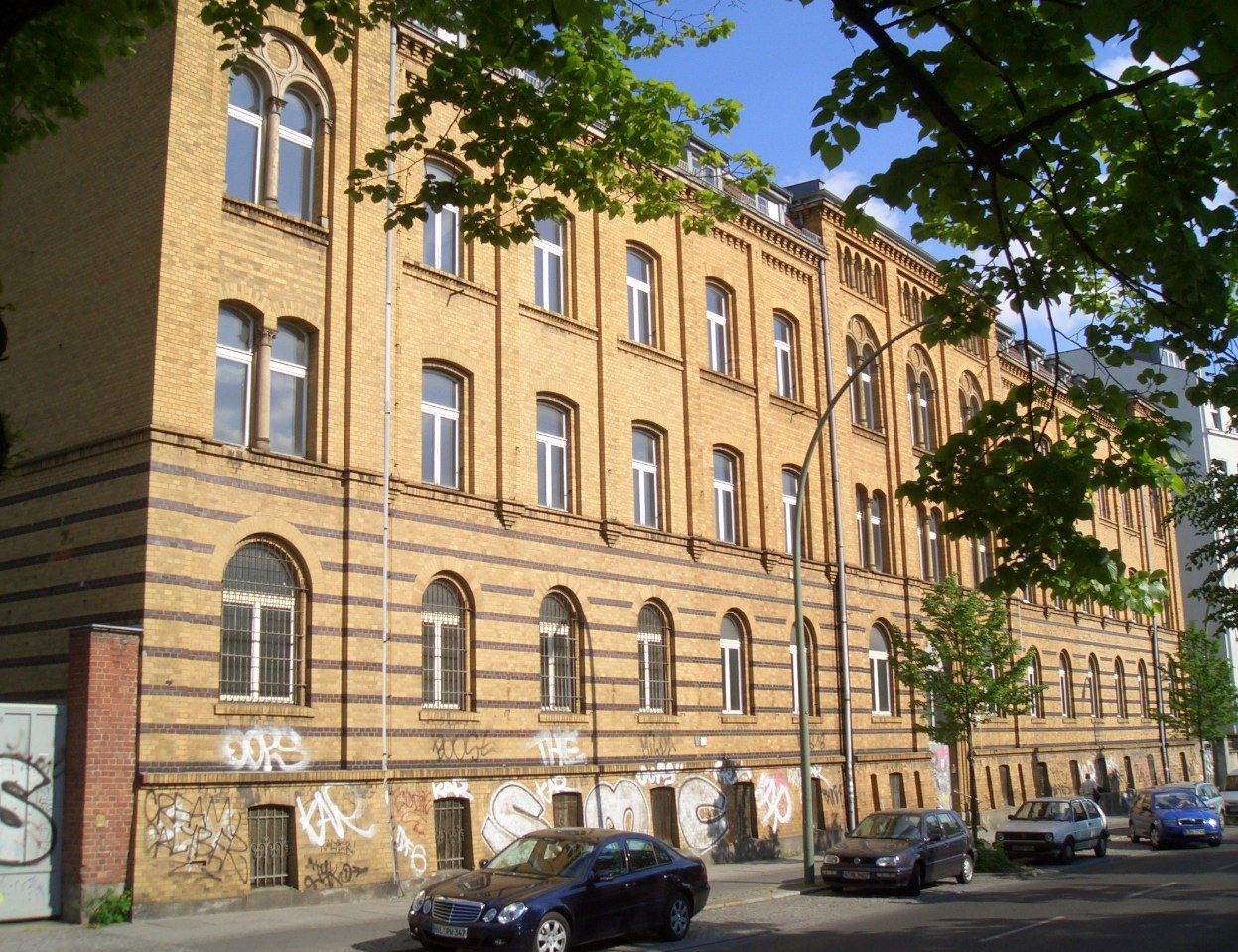
Jüdisches Altersheim, Schönhauser Allee 22 in Berlin-Prenzlauer Berg

Der 1831 als Sohn eines Geistlichen geborene Carl Schwatlo verlor seinen Vater im Alter von zwei Jahren. Die Mutter übersiedelte mit den Kindern nach Königsberg, wo ein Onkel Schlossbauinspektor war.
Nach dem Gymnasium in Königsberg wurde er in Braunsberg zum Feldmesser ausgebildet und studierte nach seinem Examen 1849 und erneutem Aufenthalt in Königsberg von 1850 bis 1852 an der Berliner Bauakademie. Seinem Bauführerexamen und der Rückkehr nach Königsberg folgte eine Tätigkeit ab 1853 in Berlin als Hilfslehrer am Gewerbeinstitut. Ab 1855 arbeitete er als Atelierleiter bei Friedrich Hitzig. Am 7. Januar 1854 wurde er in den Architekten-Verein zu Berlin aufgenommen. Die weitere Ausbildung an der Bauakademie schloss er 1857 mit dem Baumeisterexamen ab und war danach weiterhin in Berlin als Privat-Baumeister tätig.
Ab 1859 war er Hilfslehrer für die Fächer Entwerfen und Baukonstruktion an der Bauakademie, ab 1866 Lehrer für Baukonstruktion.
Weitere Stufen seiner Lehrerkarriere waren die Berufung zum Professor an der Gewerbeschule, nach der 1879 erfolgten Vereinigung der Bauakademie und der Gewerbeschule zur Technischen Hochschule Charlottenburg wurde er in deren Lehrkörper übernommen. 1882/1883 war Schwatlo Vorsteher (Dekan) der Architekturabteilung der Technischen Hochschule.
Bekannt wurde er durch seine Tätigkeit als „Postarchitekt“ für das Generalpostamt und nach der Reichsgründung 1871 für die Reichspost. 1865 wurde er Landbaumeister im Generalpostamt, nach der Gründung der Reichspost 1872 erhielt er den Titel Regierungs- und Baurat. Die Reichspost richtete 1875 eine eigene Bauverwaltung unter der Leitung des Architekten und Baubeamten August Kind (1824–1904) ein, um dem steigenden Bedarf an größeren und kleineren Postbauten infolge des gestiegenen Postaufkommens gerecht zu werden. Schwatlo erhielt den Postbaubezirk Berlin I zugewiesen, der auch Potsdam umfasste. 1876 erhielt er zusätzlich die Leitung der Bauausführung der Berliner Oberpostdirektion. Die Planungen für den schrittweisen Um- und Neubau von 1866 kamen nicht zur Ausführung und wurden dem Postrat Wilhelm Tuckermann (1840–1918) übertragen.
In seinen Funktionen bei der Post hat Schwatlo in Berlin zahlreiche Bauten ausgeführt, darunter das Generalpostamt, das Postamt in Charlottenburg (beide im Zweiten Weltkrieg zerstört) und das Postfuhramt an der Oranienburger Straße.
1872 verlor Schwatlo große Teile seines Privatvermögens, vermutlich durch missglückte Spekulation im Wirtschaftsboom der Gründerjahre.
1876 wurde er in den Vorstand des Architekten-Vereins zu Berlin gewählt.
Anlässlich einer Reorganisation der Bauakademie 1877 entschied sich Schwatlo für die Lehrtätigkeit und beendete seine Tätigkeit für die Reichspost.
1879 war er Gründungsmitglied der Vereinigung Berliner Architekten.
Am 24. Dezember 1884 starb Carl Schwatlo, vermutlich an einem Herzinfarkt. Der weitgehende Verlust des Privatvermögens 1872 hatte ihn zu übermäßiger Arbeit und zum Raubbau an seiner Gesundheit gezwungen. Er wurde auf dem Charlottenburger Friedhof beigesetzt.
Seine Söhne Karl Otto und Hans Schwatlo waren ebenfalls Architekten.

## Bauten (Auswahl)
- Um 1852–1854: Gebäude für die Landwirtschafts-Akademie in Waldau bei Königsberg
- 1859: Umbau des Hauses Streichenberg, Berlin-Tiergarten, Bellevuestraße 7 (nicht mehr vorhanden)
- 1860: Umbau des Hauses Oranienburger Straße 34[2]
- 1866–1867: Wagenhalle des Paketpostamts in Berlin-Mitte (1913 abgebrochen)
- 1867: Hofgebäude des Vereinshauses junger Kaufleute in Berlin-Mitte, Rosenthaler Straße 38[3]
- 1867/68: Schloss Ruhwald mit Kavalierhaus und Wirtschaftsgebäude, Berlin-Charlottenburg, Spandauer Damm (Schloss wegen Baufälligkeit 1937 abgebrochen, das im Krieg zerstörte Kavalierhaus wurde 1952 abgetragen, nur die Kolonnaden blieben erhalten)
- 1869–1870: Wohnhaus Carl Schwatlo in Berlin-Tiergarten, Kurfürstenstraße 57[4]
- 1870–1872: Postgebäude am Bahnhofsvorplatz von Göttingen[5]
- 1872–1874: Generalpostamt (späteres Reichspostministerium) in Berlin-Mitte, Leipziger Straße 15 (Vordergebäude 1945 zerstört)[6]
- 1872–1875: Hauptpost in Stettin
- 1875–1881: Postfuhramt in Berlin-Mitte, Oranienburger Straße 35/36
- 1875–1876: Postamt Charlottenburg I in Berlin-Charlottenburg, Berliner Straße (später durch den Neubau von 1929–1935 an der heutigen Otto-Suhr-Allee 80/84 ersetzt)
- 1875–1878: Postamt (später Postamt 1) in Bremen, Domsheide (heute Sek II der katholischen St.-Johannis-Schule)
- 1877–1878: Haupttelegrafenamt in Berlin-Mitte, Bauteil Jägerstraße 43/44
- 1876–1884: Planungen für den schrittweisen Um- und Neubau des Hofpostamt mit Geldhalle und Oberpostdirektion von 1866 kamen nicht zur Ausführung. Berlin-Mitte (1922 im „Postblock C 2“ aufgegangen, 1945 zerstört)
- 1883 und 1887: Jüdisches Altersheim in Berlin-Prenzlauer Berg, Schönhauser Allee 22
- 1883 Umbau und Aufstockung des Hauses Charlottenstraße 48 in Berlin-Mitte (früher Nr. 31, ehem. Wohnhaus und errichtet von Carl Gotthard Langhans (1732–1808)[7])
- Mehrere Wohn- und Geschäftshäuser in Berlin: Hohenzollernstraße 10 (1861/62), Regentenstraße 21/22 (1864/65), Poststraße 5 (1867), Markgrafenstraße 59/Ecke Kronenstraße (1869), Jerusalemer Straße 19/20 (1869/70), Keithstraße 14/15 (1873/74), Mulack-/Ecke Jacobstraße, Potsdamer Straße 119, Leipziger Straße 87/88 und Klosterstraße 80/81 (alle nicht mehr vorhanden)
- Kurhaus in Zoppot, Ständehaus in Königsberg [Königsberg (Preußen)], Herrenhaus in Rodehlen/Ostpreußen, Postgebäude in Danzig, Mainz und Merseburg